# Neoclytus mulleri
Neoclytus mulleri là một loài bọ cánh cứng trong họ Cerambycidae.